# ORANCHE
ORANCHE（オレンチェ）は、静岡県を拠点に活動する女性ボーカルグループ。
ご当地アイドル殿堂入りを果たしている。
2003年11月にオーディションによって選ばれた13人で結成、2004年3月21日に動物ジャーナリストの吉村卓三がプロデュースした動物園バスのテーマソング「動物園がやってくる！」でCDデビューした、所属事務所・レーベルはプレジアレコード。グループ名の由来は静岡県で有名なオレンジとお茶を組み合わせて「オレンチャ」としたが、誤植により現在の名前になった。
オリジナル曲ばかりではなく演歌から洋楽、懐メロ、アニメソングまで、あらゆるジャンルを歌いこなす歌唱力が売りで、レパートリーは300曲に及び、「いつでもどこでも誰でも楽しんでいただけるユニット」をコンセプトに、コンサートホールやライブハウス、祭り会場や敬老会など、全国規模でのイベント出演を行っている。

## メンバー
- かおり（1985年11月7日 - 、A型）
- あやの（1994年6月3日 - 、A型）

### 過去に所属したメンバー
- いずみ（永倉和泉）（1986年11月5日 - 、AB型）[5]- 初代リーダー、2007年4月24日にオレンチェ・歌手を卒業。
- まい（1989年9月21日 - 、A型）[5]
- しずの（1992年3月25日 - 、B型）[5]
- はるか（1991年4月29日 - 、A型）[5]
- ゆか（1990年9月25日 - 、O型）[5]
- るり（1985年7月1日 - 、AB型）[5]
- りさ（1997年3月18日 - 、A型）[5]
- さゆり（1991年2月17日 - 、A型）[5]
- ゆうこ（1990年8月9日 - 、A型）[5]
- ゆみ（1995年1月29日 - 、A型）[5]
- みなみ（漣みなみ）（1988年1月12日 - 、AB型）- 2代目リーダー、2009年3月22日にオレンチェを卒業。
- ななみ（1995年3月11日）
- まどか（1996年12月8日）
- みき（1997年4月9日 - 、AB型）
- しのぷ（1990年4月10日 - 、O型）- 2018年4月から活動休止中。
- ちはる（1996年4月25日 - 、O型、2019年11月20日に脱退が発表された）

## 作品

### シングル
- 「動物園がやってくる!」（2004年3月21日、PJCD-6002）- 吉村卓三プロデュースの動物園バス「ZOO EXPRESS号」のテーマソング。
- 「夢みるアスカ」（2005年8月1日、PJCD-7002）- 伊豆シャボテン公園のチンパンジー、「アスカちゃん」のテーマソング。
- 「YELL」（2006年12月10日、PJCD-8002）- 「STOP!いじめ・ひきこもり」をスローガンとした曲。
- 「ホタル」（2007年10月1日、PJCD-9002）- カップリング曲の『光の塔』は吉村卓三作のイメージソング。
- 「ヤーレコのSAY!」（2008年7月1日、PJCD-9004）- 静岡県吉田町ダンス健康づくり推進会活動事業・吉田町オリジナルダンスソング[6]。
- 「CHANGE!命の星で」（2008年12月10日、PJCD-9006）- 第一回主演映画「空と海との時間」テーマソング。
- 「オレンジライン・シーズン」（2011年4月21日、PJCD-9018）- 神奈川県湯河原町をテーマにした作品。
- 「釣りガール」（2011年11月11日、PJCD-9024）- 釣りをする女の子の応援ソング[7]
- 「熱海…愛再び」（2013年12月7日）- アイドルとしては初めて熱海見番にて発表会が開催された[8]。オリジナル演歌作品。
- 「DISCOVER TOMORROW」（2014年5月21日）- 2020年東京オリンピック応援ソング。
- 「天空の夢～若き日の空海～」(2017年1月1日、PJCD-9046)‐ ライブで好評の「天空の夢」(3rdアルバム「NEXT2016」収録)をシングルカット。
- 『ATAMI de セレナーデ』（2019年12月1日、PJCD-9050）-爽やかな熱海を歌った作品。（5thアルバム「PARADISE」収録）からシングルカットされた。

### アルバム
- 『昭和風味缶』（2009年8月21日、PJCD-9012）
- 『ORANCHE2013 INDEX OF ORANCHE〜10年間の軌跡〜』（2013年9月1日、PJCD-9028）
- 『NEXT2016』（2016年3月21日、PJCD-9042）
- 『Shine』（2017年8月27日、PJCD-9048）
- 『PARADISE』（2020年1月1日、PJCD-9052）

## 映像作品
- 『夢みるアスカ』（2005年8月1日）
- 『空と海との時間』（2008年12月10日、PJDV-9007）- オレンチェ第一回主演映画
- 『空と海との時間』（2008年12月10日）- ミュージカル版
- 『オレンジとお茶でオレンチェ参上!』（2012年9月16日）[9]

## 出演

### テレビ
- オレンジとお茶でオレンチェ参上！（2012年6月2日 - 2012年8月、Pigoo HD）- グループ初の冠番組[9][10]
- ピエール瀧のしょんないTV（2013年7月26日、静岡朝日テレビ）[11]
- 有吉反省会（2013年12月25日、日本テレビ）[12][13]
- 母ちゃんに逢いたい！離島にも海外にも行っちゃったSP（2017年1月29日、テレビ東京）[14]

### ラジオ
- Radio East（2007年1月27日、SBSラジオ）[15]
- オレンチェの伊豆へレッツゴー!（2007年1月 - 2008年6月、SBSラジオ）- レギュラー[15]
- オレンチェの静岡だーい好き!!（2008年7月 - 2008年12月、SBSラジオ）- レギュラー
- GOGOワイド らぶらじ（2012年4月27日、SBSラジオ）[16]
- Music Rainbow（2014年3月28日、エフエム熱海湯河原）[8]
- あさラジ！＠Morning (2016年4月 - FM.Hi!) - 火曜日レギュラー(かおり)
- サテライトステーション796（2021年現在、エフエム熱海湯河原）-第1･第3･第5日曜日レギュラー

### ネット配信
- めちゃ×2ユルんでるッ! (ゼロテレビ）
  - 第11回 足柄SAスペシャル（2014年1月26日）
  - 第13回 ゼロテレビ年度末総決算スペシャル『ザ・めちゃユルテン』第2部（2014年3月30日）[17]
  - 第15回 ゼロテレビの部活を作ろうSP!（2014年6月1日）